# دوغلاس فلينت
دوغلاس فلينت (بالإنجليزية: Douglas Flint)‏ هو رائد أعمال واقتصادي بريطاني، ولد في 8 يوليو 1955 في غلاسكو في المملكة المتحدة.

## وصلات خارجية
- دوغلاس فلينت على موقع مونزينجر (الألمانية)
- دوغلاس فلينت على موقع إن إن دي بي (الإنجليزية)